# Special Reconnaissance Regiment
Lo Special Reconnaissance Regiment o SRR (Reggimento di Ricognizione Speciale in inglese) è un reggimento delle forze speciali dell'Esercito britannico costituitosi nel 2005. Viene considerato l'erede della Special Reconnaissance Unit (o il DET) attiva in Irlanda del Nord tra il 1972 ed il 2005. Fa parte delle United Kingdom Special Forces.
La sua sede è ad Hereford. I suoi operatori sono militari, uomini e donne, provenienti da tutte le forze armate britanniche. Molto richiesti sono coloro che parlano lingue mediorientali quali l'arabo ed il farsi o che hanno tratti somatici che li possano far passare per stranieri. Gli operatori sono sottoposti ad una durissima selezione, non differente da quella prevista per lo Special Air Service e lo Special Boat Service, e vengono addestrati per operare sotto copertura per lunghi periodi, allo scopo di raccogliere informazioni su gruppi terroristici, informazioni che rivestono vitale importanza per le squadre delle forze speciali chiamate poi ad eseguire blitz antiterroristici. I soldati talvolta operano in abiti civili, per gli incarichi sotto copertura, talvolta utilizzano la mimetica e l'equipaggiamento standard dell'esercito britannico, soprattutto se operano congiuntamente ad altre unità delle forze armate.
L'SRR dovrebbe avere gli effettivi di due compagnie, quindi circa 250 membri tra ufficiali, sottufficiali e soldati, ed al comando vi è un colonnello. Si compone di un reparto addestrativo, incaricato di selezionare gli aspiranti e formare le reclute che superano la selezione, un comando e la componente tattica che si suddivide su 2/3 compagnie a loro volta formate da piccoli distaccamenti operativi.
Nonostante la grande segretezza che circonda l'operato dell'SRR, perfino maggiore a quella che circonda reparti quali il SAS o l'SBS, a volte sono trapelate sui giornali britannici o stranieri informazioni circa il coinvolgimento del reggimento in specifiche missioni. Ad esempio nel 2005 e nel 2017, in seguito ad attentati su suolo britannico, l'SRR avrebbe affiancato la Polizia Metropolitana di Londra ed il SAS nella ricerca di sospetti terroristi infiltrati. Nel periodo 2005 - 2009 molte squadre dell'SRR erano attive in Iraq, per individuare bersagli di Al Quaeda (soprattutto comandanti e aspirati attentatori suicidi) che dovevano poi essere neutralizzati dalla Task Force Black; durante una di queste missioni a Bassora, due soldati SRR, ed ex membri del SAS, furono arrestati dalla polizia irachena, che li accusò di essere terroristi egiziani. Per timore che i due soldati fossero consegnati ad una qualche milizia paramilitare per essere giustiziati, i britannici diedero il via ad una missione di salvataggio, che vide dei carri armati Warrior aprire una breccia nella stazione di polizia ed un commando del SAS fare irruzione e liberare i due commilitoni, senza ferire nessun agente o civile presente. L'episodio suscitò una crisi nei rapporti tra Regno Unito ed Iraq, poi risolta per via diplomatica. Nel 2006 a Sangin, in Afghanistan, un'operazione delle forze speciali (che coinvolgeva SRR, SAS SBS e lo United Kingdom Special Forces Support Group) volta a catturare quattro comandanti talebani degenerò in una vera battaglia, nel corso della quale persero la vita due paracadutisti britannici e decine di ribelli, inclusi due dei ricercati, mentre gli altri due riuscirono a fuggire. Inoltre i media britannici (il Times ed il Mirror) hanno diffuso la notizia che l'SRR sarebbe stato coinvolto anche nell'addestramento di forze ribelli al regime di Gheddafi nel 2011 e più recentemente di truppe regolari o paramilitari in Yemen e Somalia, allo scopo di contrastare formazioni terroristiche islamiche.
I distaccamenti operativi dell'SRR hanno operato o sono ancora attivi tra Irlanda del Nord, Iraq, Afghanistan, Libia, Siria, Yemen e in molti altri Paesi.